# Vladímir Zayemski
Vladímir Fiódorich Zayemski (nacido el 12-6-1952 en la URSS) es un diplomático ruso y antes soviético. Actualmente se desempeña como embajador en Venezuela y la República Dominicana.

## Biografía
- 1974: terminó estudios de diplomacia en la Unión Soviética
- 1974—1976 traductor de la URSS en Costa Rica.
- 1976—1979 embajador de la URSS en Venezuela.
- 1980—1981 ataché del departamento para América Latina del Ministerio de Relaciones Exteriores de la URSS.
- 1981—1986 segundo secretario de la embajada de la URSS en México.
- 1986—1989 primer secretario del departamento de Relaciones internacionales del Ministerio de Relaciones Exteriores de la URSS.
- 1989—1994 presidente del grupo latinoamericano de la embajada de la URSS (y a partir de 1991 de Rusia) en EUA, vicepresidente de la comisión rusa ante la OEA.
- 1994—1996 consejero del secretariado para el Ministerio de Relaciones Exteriores de Rusia, Ígor Serguéyevich Ivanov.
- 1996—1998 presidente del departamento de Exterior del Ministerio de Relaciones Exteriores de Rusia.
- 1998—2002 consejero de la Presidencia de Rusia ante Naciones Unidas en Nueva York.
- 2002—2004 vicediputado del director del Departamento de Norteamérica del Ministerio de Relaciones Exteriores de Rusia.
- 2004—2009 vicedirector del Departamento de Exteriores del Ministerio de Relaciones Exteriores de Rusia.
- A partir del 23 de junio de 2009 embajador de la Federación Rusa en Venezuela.[1] También cumple esta función para la República Dominicana y Haití.

En 2020 fue substituido en su puesto por Sergey Mélik-Bagdasárov.

## Familia
Está casado y tiene dos hijas

## Premios
- Medalla "Por el Servicio a la Patria nivel 2 (26 de diciembre de 2017) — за большой вклад в реализацию внешнеполитического курса Российской Федерации и многолетнюю дипломатическую службу[2]

## Obras
- «ООН и миротворчество» — М.: Международные отношения, 2008. — ISBN 978-5-7133-1308-1
- «Кому нужна реформа ООН» — М.: Международные отношения, 2010. — ISBN 978-5-7133-1389-0

## Enlaces
- Биография на сайте посольства России в Венесуэле
- Биография на сайте МИД России